# Annie Montague Alexander
Annie Montague Alexander (Honolulu (Hawaï), 29 december 1867 – Berkeley, 10 september 1950) was een Amerikaanse paleontologe en filantroop. Ze verzamelde een groot aantal fossielen tijdens wereldwijde expedities, steunde de University of California, Berkeley met uitgebreide donaties en richtte op de campus aldaar het Museum of Vertebrate Zoology (MVZ) en het University of California Museum of Paleontology (UCMP) op. Verschillende fossielen en levende organismen zijn naar haar vernoemd.

## Biografie
Annie Montague Alexander werd geboren als derde kind van ondernemer Samuel Thomas Alexander en zijn vrouw Martha Cooke Alexander. Ze had drie broers/zussen: Wallace, Juliette en de jongere Martha. Haar vader had suikerrietplantages in Hawaï en was een van de medeoprichters van Alexander & Baldwin.
Alexander werd aanvankelijk onderwezen door een gouvernante. Daarna begon haar opleiding aan de particuliere Punahou School in Honolulu. In 1882 verhuisde ze naar Oakland, waar ze openbare scholen bezocht. Van 1886 tot 1888 bezocht ze het La Salle Seminary in Auburndale, Massachusetts. Daarna studeerde ze kunst in Parijs, maar moest al snel stoppen met haar studie vanwege haar slechte gezichtsvermogen. Ook de opleiding tot verpleegkundige mislukte om deze reden.
Vanaf 1888 ondernam Alexander uitgebreide expedities door Europa, Afrika en de eilanden in de Stille Oceaan. In het begin reisde ze vaak met haar vader totdat deze in 1904 overleed bij een ongeluk tijdens een reis naar de Victoriawatervallen. Tijdens deze reizen ontwikkelde Annie een interesse in de fauna en flora van de bezochte landen en verzamelde exemplaren. In 1899 ondernam ze de eerste expeditie met gelijkgestemde vrienden.
In 1901 woonde Alexander lezingen bij van de Amerikaanse paleontoloog John Campbell Merriam (1869-1945) aan de University of California, Berkeley. Diens toelichtingen over uitgestorven zoogdieren en reptielen wekte haar interesse en ze bood aan zijn volgende expeditie te financieren in ruil voor hulp bij het archeologische veldwerk. Dr. Merriam stemde toe en later dat jaar voegde Alexander zich bij zijn fossielopgravingen in Oregon. In 1902 en 1903 vergezelde ze hem op expedities naar Shasta County, Californië. Tijdens hun laatste gezamenlijke expeditie in de West Humboldt Range in Nevada in 1905 deden ze belangrijke vondsten, waaronder de best bewaarde Ichthyosauria van Noord-Amerika.
In 1906 begon Alexander de University of California, Berkeley financieel te steunen met maandelijkse donaties om daar paleontologisch onderzoek te promoten. In datzelfde jaar maakte ze in een brief aan Merriam voor het eerst melding van haar idee om op de campus een museum op te richten met tentoonstellingen over gewervelde dieren. Ze hoopte dat dit het onderzoek door het paleontologiepersoneel van de universiteit zou helpen en de aandacht van het publiek zou vestigen op bedreigde dieren in het wild, met de focus van het museum op gewervelde dieren van de westkust van Noord-Amerika. Ze was vooral dol op beren, waarvoor ze in 1914 de grootste privécollectie in de Verenigde Staten verzamelde. In 1908 werd het Museum of Vertebrate Zoology geopend. Alexander investeerde in totaal meer dan $ 750.000 in de uitbreiding en schonk 20.564 zoölogische en fossiele exemplaren die ze zelf verzamelde of verwierf. Ze beïnvloedde ook de verkiezing van de eerste directeur Joseph Grinnell (1877-1939) en was drie decennia actief betrokken bij de organisatie van het museum.
In 1908 plande Alexander een expeditie naar Alaska en was op zoek naar een vrouwelijke reisgenoot. Ze werd vergezeld door de toen 29-jarige Louise Kellogg (1879-1967), een lerares uit Oakland en neef van Martin Kellogg. Dit was het begin van een 42-jarige relatie tussen de twee vrouwen, zowel persoonlijk als wetenschappelijk. Kellogg vergezelde Alexander op haar expedities en hielp haar bij het verzamelen en documenteren van de vondsten. In Oakland bleven de vrouwen in aparte huizen wonen en waren ze discreet over hun relaties. In 1911 kochten ze echter een boerderij op Grizzly Island in de Sacramento-San Joaquin River Delta, waar ze een deel van het jaar samen doorbrachten. De boerderij verwierf nationale bekendheid door onder meer de verkoop van asperges. Het werd voortgezet tot de dood van Alexander en maakt nu deel uit van een natuurgebied.
In 1920 verliet Merriam de Universiteit van Californië om president te worden van het Carnegie Institution for Science in Washington, en de afdeling paleontologie werd samengevoegd met de afdeling geologie. Deze ontwikkeling beviel Alexander niet, dus regelde ze in 1921 de oprichting van een museum voor paleontologie, los van de afdeling geologie. In 1934 richtte ze een stichting op die de financiële middelen van het museum veilig stelde. Ze beïnvloedde herhaaldelijk het universiteitsbestuur, onder meer door bekende paleontologen aan te stellen. Ze richtte beurzen op voor de musea die ze oprichtte en schonk 17.851 plantenexposities aan het herbarium van de universiteit, naast haar zoölogische.
Alexander bleef tot op hoge leeftijd actief in het veldwerk. Ze vierde haar 80ste verjaardag tijdens een expeditie in de Sierra de la Laguna in Baja. Op 81-jarige leeftijd kreeg ze echter een beroerte die haar verzwakte en een paar maanden later overleed ze. Louise Kellogg zette de expedities voort tot haar dood 17 jaar later. Het landgoed van Alexander wordt bewaard in de Bancroft Library van de University of California, Berkeley en haar veldnotities bevinden zich in de archieven van het Museum of Vertebrate Zoology.

## Eerbetoon
Twee zoogdieren, twee vogels, zes fossielen en twee planten werden benoemd ter ere van Annie Montague Alexander. Deze omvatten de plesiosauriër Hydrotherosaurus alexandrae, het gras Swollenia alexandrae en de proto-kameel Alticamelus alexandrae.
Het meer Lake Alexander in Alaska draagt ook haar naam. In 1907 had Alexander daar de Alexander Alaska-expeditie geleid.

## Overlijden
Annie Montague Alexander overleed in september 1950 op 82-jarige leeftijd.